# Campionati del mondo di ciclocross 2017 - Gara maschile Under-23
La ventiduesima edizione della gara maschile Under-23 dei Campionati del mondo di ciclocross 2017 si svolse il 29 gennaio 2017 con partenza ed arrivo da Bieles in Lussemburgo, su un percorso totale di 21,63 km. La vittoria fu appannaggio dell'olandese Joris Nieuwenhuis, il quale terminò la gara in 53'58", precedendo lo spagnolo Felipe Orts e il connazionale Sieben Wouters terzo.
I corridori che presero il via furono 56 provenienti da 18 nazionalità, coloro che tagliarono il traguardo furono 50.

## Squadre partecipanti
| N. | Cod. | Squadra       |
| -- | ---- | ------------- |
|    | AUS  | Australia     |
|    | BEL  | Belgio        |
|    | CAN  | Canada        |
|    | CZE  | Cechia        |
|    | DEN  | Danimarca     |
|    | ESP  | Spagna        |
|    | FRA  | Francia       |
|    | GBR  | Gran Bretagna |
|    | GER  | Germania      |

| N. | Cod. | Squadra     |
| -- | ---- | ----------- |
|    | ITA  | Italia      |
|    | JPN  | Giappone    |
|    | LUX  | Lussemburgo |
|    | NLD  | Paesi Bassi |
|    | POL  | Polonia     |
|    | SUI  | Svizzera    |
|    | SVK  | Slovacchia  |
|    | SWE  | Svezia      |
|    | USA  | Stati Uniti |

## Classifica (Top 10)
| Pos. | Corridore         | Squadra     | Tempo   |
| ---- | ----------------- | ----------- | ------- |
| 1    | Joris Nieuwenhuis | Paesi Bassi | 53'58"  |
| 2    | Felipe Orts       | Spagna      | a 1'23" |
| 3    | Sieben Wouters    | Paesi Bassi | a 1'29" |
| 4    | Thijs Aerts       | Belgio      | a 1'34" |
| 5    | Nicolas Cleppe    | Belgio      | a 1'38" |
| 6    | Joshua Dubau      | Francia     | a 1'56" |
| 7    | Gioele Bertolini  | Italia      | a 2'03" |
| 8    | Simon Andreassen  | Danimarca   | a 2'28" |
| 9    | Quinten Hermans   | Belgio      | a 2'30" |
| 10   | Kelvin Bakx       | Paesi Bassi | s.t.    |